# Ermita de Sant Pau
|  | Per a altres significats, vegeu «Ermita de Sant Pau (Sant Pere de Ribes)». |

L'ermita de Sant Pau és un edifici al coll de Santpaus al sud-est del nucli urbà de la població de Móra la Nova. L'ermita de Sant Pau fou construïda a les darreries del segle XX al turó que duu el seu nom, i on ja antigament hi havia una petita ermita del segle xviii. Va ser consagrada l'any 1995. El darrer diumenge d'abril és tradició popular anar-hi en romiatge.

## Història i arquitectura
De l'antiga Ermita no s'està segur, però es creu que probablement, al 1921 ja existia. I el que és segur es que molt abans del 1936 no existia i pot ser que el abandonament té relació amb les desamortitzacions de Mendizábal i Madoz. Com que de l'antiga Ermita només restaven els fonaments, es va decidir constituir el Patronat de l'Ermita de Sant Pau de Móra La Nova, amb l'acord de construir-ne una de nova a la vora de les runes de l'antiga, i així mateix, recobrar el paratge anomenat Deveses de Sant Pau per la població. Això va tenir un gran ressò i un important recolzament de tota la població. El patronat està integrat per representants de les institucions i entitats locals i per veïns.
La nova ermita va començar a construir-se l'any 1986 en el mateix indret on antigament hi havia una ermita en honor d'aquest sant. El arquebisbe de Barcelona, Ricard Maria Carles, va col·locar la primera pedra de l'ermita el 3 de maig de 1987. Dintre de la primera pedra, juntament amb el pergamí commemoratiu de l'acte, s'hi col·loca, també, els fulls amb signatures de tots els veïns/es de Móra la Nova. En la col·locació de la primera pedra es convida als paletes que es van oferir per aixecar l'ermita, i en representació del ram de la construcció, actuen, juntament amb Antoni Gironés i Jaumot, en Joaquim Vinyes i Doménech, el paleta de més anys i constructor de l'Església Parroquial, i l'ajudant més jove, En Josep Ma Gironés i Pedrol.
Gràcies a les donacions, aportacions desinteressades, en forma de treball, materials, subvencions o donatius es va poguer dur a terme la construcció. Va ser inaugurada i consagrada el dia de Sant Jordi (23 d'abril de 1995) pel bisbe de Tortosa, Lluís Martínez i Sistach. Els actes després de la inauguració van ser, balls de sardanes, dinar de germanor, concurs de guinyot, cucanyes i ball popular. I al vespre del dia, van portar la imatge tallada del Sant Pau a braços de la processó des de l'església fins l'ermita. En commeració a la inauguració de l'ermita es van vendre 600 ampolles de cava brut nature numerades i etiquetades especialment per commemorar la inauguració.
L'impulsor de les obres va ser el mossèn Joan Martorell que va implicar també a fidels d'Ulldecona amb l'ermita de Sant Pau. Va organitzar una peregirnació anual a aquest indret des que es feu càrrec de la parròquia de la localitat del Montsià.
És un Temple de planta rectangular i d'una sola nau, amb absis semicircular. Un cub de 11.45 * 11,07 metres, amb una sala de culte a la planta baixa. Enles dues ales del pis superior s'ha bastit un refugi per als pelegrins i al capdamunt del temple s'ha constrït una gran terrassa. L'interior està cobert per sostres de biguetes i revoltons, incloent els espais laterals de la nau, disposats a manera de naus laterals. A banda i banda de l'absis hi ha dos finestrals allargats de gelosia, amb els vidres de colors. La façana principal presenta un portal d'accés rectangular de grans dimensions, damunt del qual hi ha un gran finestral de gelosia amb els vidres acolorits. La façana està rematada per un campanar de dues vessants i estructura de formigó, amb una petita campana al mig. La construcció presenta l'estructura de formigó i blocs, amb els paraments revestits per placat de pedra, a manera de carreus disposats en filades. Al costat del temple hi ha les restes de l'antiga ermita de Sant Pau.
L'arquitecte responsable de l'obra va ser Agustí Pinyol de Vallobà. Amb un estil modern, va decidir crear una obra que no alterés l'entorn i el paisatge, alhora que conjugués la funcinalitat amb l'austeritat i tranquil·litat pròpies de l'espiritualitat.
L'ermita de Sant Pau va acollir la 4a edició de la festa intercomarcal dels pagesos l'any 1996. La festa acull Sant Galderic, patró dels pagesos, que organitza una comissió d'agricultors de les comarques de la Ribera d'Ebre, Terra Alta i Priorat. Amb presencia de tambors, corenetes, jocs rurals, sardana i un dinar a base de paella. I també rock.
L'any 2003, l'Ajuntament de Móra la Nova va recuperar 9 faroles que havien estat al Barri del Remei i les va instal·lar al paratge de l'Ermita, reealitzant també la corresponent instal·lació elèctrica

## La imatge de Sant Pau
Els feligresos van salvar l'antiga imatge de talla i la van baixar al poble. I va ser col·locada a l'Altar de les Ànimes de l'antiga església. És diu que tenia uns 90 centímetres d'alçada, i la van col·locar en posició asseguda sobre una roca. A la mà esquerra sostenia un llibre obert i al braç dret estava aixecat com si estes predicant. Va desaparèixer amb el temple quan va ser enderrocat l'any 1936.
La nova talla de Sant Pau s'instal·la a l'altar l'1 d'abril de 1995. La imatge del Sant va ser tallada en fusta de bedoll i realitzada a un taller de Barcelona amb un cost que superava 400.000 pestes(2400 euros en l'actualitat).

## Diada de l'Ermita de Sant Pau
El darrer diumenge d'abril se celebra la diada de Sant Pau, els actes commemoratius comencen el dia abans a la pujada del Sant a l'ermita per part de tots els feligresos en romeria. També es tradició que quan arriben al lloc de l'ermita, són tots obsequiats amb un xocolate calent amb la col·laboració de l'Ajuntament de Móra la Nova i el Patronat de l'ermita de Sant Pau.
Diumenge al matí els actes comencen amb la missa i a l'hora de dinar es reparteix el "ranxo" (escudella), ofert per l'Ajuntament.